# امام کهریز
امام کهریز، روستایی از توابع بخش بزینه‌رود شهرستان خدابنده در استان زنجان ایران است.

## جمعیت
این روستا در دهستان زرینه‌رود (خدابنده) قرار دارد و براساس سرشماری مرکز آمار ایران در سال ۱۳۸۵، جمعیت آن ۲۲۵ نفر (۴۳خانوار) بوده‌است.